# 大空直美
大空 直美（おおぞら なおみ、1989年2月4日 - ）は、日本の女性声優。宮城県生まれ、大阪府高槻市育ち。青二プロダクション所属。

## 来歴
追手門学院高校、立命館大学映像学部、青二塾大阪校第28期卒業。
母親が里帰り出産したため宮城県の病院で生まれ、神奈川県を経て幼稚園時代を茨城県で過ごす。その後小学生からは大阪府で過ごしていたが、一時期四国に住んだこともあった。
2012年6月、『聖闘士星矢Ω』の子供役で声優デビュー。
2014年1月、『いなり、こんこん、恋いろは。』の伏見いなり役で初主演を務める。
2023年5月25日、自身のTwitterにて、同年2月に結婚し妊娠中であることを報告した。その後同年12月に出産したことを報告した。

## 人物
音域はメゾソプラノ。
英検準2級、日本漢字能力検定準2級を所持している。
趣味はイラスト・似顔絵・ピアノ・ケーナで、特技は歌唱・ダンス・美味しいたこ焼きを焼くこと、バラエティ鑑賞、芸人さんのラジオ聴取。また、『太鼓の達人』も得意でニコニコ超会議にてその腕前を披露したこともある。絵を描くことも好きであり、小学校時代、お題の平和について考えて書いていた絵が、小学5年生の時に会長賞、小学6年生で金賞をもらい、「芸術の道に進んでみたい」と思ったこともあったという
好きな言葉は「為せば成る」。

## エピソード
『月刊ドラゴンエイジ』に「大空直美 マンガ家への道」を連載しているが、大空がイラストを描くのが好きということを知っており、「何か一緒に楽しいことをやりませんか？」と声をかけてくれたという。これまで「漫画が描きたい！」と思っていたが、独学でやるのは難しく、何度も挫折してきたため、これはいい機会かもしれないと思ったという。
何度か、画材屋でGペンと原稿用紙セットを買い、「これでマンガ家になれる」ような本を参考に練習してみたりしていたが、コマ割りのやり方もよくわからず、Gペンの使い方も下手で、結果的に原稿用紙を墨で汚しただけで終わりのような感じだったという。ノートに鉛筆で描いてみようと思っており、たくさん漫画を読んでいたが、コマ割りさえうまくできず、「やっぱり漫画家ってすごいんだな、簡単にはできないんだな」と思っていたという。
子供の頃から漫画、アニメ、ゲームが好きで、コンテンツを作る人物になりたいと思っており、大学も前述の映像学部を選んだという。父が漫画好きだっため、家の納戸に父が集めた漫画があり、好きに読める環境で育ったため、漫画を描く人物には自然と憧れていたという。
幼い頃から『ドラゴンボール』や『キン肉マン』などの東映アニメーション作品が好きで、エンドロールの「青二プロダクション」のクレジットを見て、「声優と言えばここだ!」と考えていたため、青二プロダクションへの所属を目指し、青二塾大阪校に通うことを決めた。
日本テレビ系『幸せ!ボンビーガール』（2013年5月7日放送分）にて「声優の卵」として出演したことがある。ベジータは初恋の人で、100円ショップでアルバイトし月収は約5万円、特別な日は高級焼肉店のタレでパンの耳を食べてレッスンに励む姿が紹介された。また、2021年9月14日に放送された同番組の最終回にも出演し、当時と現在のそれぞれの姿が放送されており自身のTwitterにて新人だった頃の食事の記録が公開された。
英語を得意としており、初期の仕事では顔出しで英語教室で英語を教わる生徒役で出演していた。
『アイドルマスター シンデレラガールズ』では緒方智絵里役で出演している。演じる大空同様、緒方智絵里も『太鼓の達人』が得意という設定となっており、テレビアニメ第26話でプレイしているシーンがある（難易度おにの「Star!」で300コンボを達成している）他、『アイドルマスター』と『太鼓の達人』のコラボイベントにも呼ばれている。

## 出演
太字はメインキャラクター。

### テレビアニメ
2012年
- 聖闘士星矢Ω（2012年 - 2013年、子供、小鳥、エデン〈赤子〉、生徒）

2013年
- うっかりペネロペ（フィーフィ、アンナ、ブノア、アリス）
- げんしけん 二代目（スザンナ・ホプキンス）
- バトルスピリッツ ソードアイズ（子供）
- サーバント×サービス（売り子）
- 最強銀河 究極ゼロ 〜バトルスピリッツ〜（子供B）
- 俺の脳内選択肢が、学園ラブコメを全力で邪魔している（箱庭ゆらぎ）
- てーきゅう（軽音部A、源さん）

2014年
- いなり、こんこん、恋いろは。（伏見いなり）
- 探検ドリランド -1000年の真宝-（千刃鎌アムンゼ）
- ウィザード・バリスターズ 弁魔士セシル（セイラ）
- ディスク・ウォーズ:アベンジャーズ（2014年 - 2015年、ジェシカ・シャノン）
- 棺姫のチャイカ（カレン・ボンバルディア） - 2シリーズ
- ドラゴンボール改（2014年 - 2015年、柔道少年、女、客）
- ご注文はうさぎですか?（女性客B）
- selector infected WIXOSS（女子生徒）
- アオハライド（女子生徒）
- 六畳間の侵略者!?（女子生徒）
- 花物語（女生徒）
- アルドノア・ゼロ（女の子）
- ガンダムビルドファイターズトライ（女子生徒）
- ONE PIECE（2014年 - 2017年、子供、女性、女係員、女、姉、アナナ）
- くつだる。（鼻から出太郎、喫茶店店員）
- ちびまる子ちゃん（2014年 - 2019年、赤ちゃん、クミちゃん、紀夫、シロ、タケシ）

2015年
- アイドルマスター シンデレラガールズ（緒方智絵里）
- 聖剣使いの禁呪詠唱（子供）
- バトルスピリッツ 烈火魂（少年4、観戦者C、少年D、観戦者B、少年B）
- トリアージX（小湊雛子）
- 新あたしンち（女子高生B）
- ワールドトリガー（2015年 - 2021年、姉、細井真織） - 3シリーズ

2016年
- 魔法つかいプリキュア!（2016年 - 2025年、シシー、ミラの母） - 2シリーズ
- 美少女戦士セーラームーンCrystal Season III（テルル）
- コンクリート・レボルティオ〜超人幻想〜THE LAST SONG（影胡摩）
- ももくり（水山のりか）
- orange（女子生徒、タマエ）
- 装神少女まとい（草薙ゆま）

2017年
- にゃんこデイズ（白鳥あづみ）
- ガヴリールドロップアウト（サターニャ / 胡桃沢＝サタニキア＝マクドウェル）
- けものフレンズ（2017年 - 2019年、オグロプレーリードッグ） - 2シリーズ
- つぐもも（2017年 - 2020年、桐葉 / 桐雄） - 2シリーズ
- アイドルマスター シンデレラガールズ劇場（2017年 - 2019年、緒方智絵里） - 4シリーズ
- このはな綺譚（柳）

2018年
- ウマ娘 プリティーダービー（タマモクロス）
- ちおちゃんの通学路（三谷裳ちお）

2019年
- ぱすてるメモリーズ（江戸川橋美智）
- 私に天使が舞い降りた!（小之森夏音、犬のみやこ）
- ゲゲゲの鬼太郎（第6作）（岡倉ユミ / 優美）
- 神田川JET GIRLS（2019年 - 2020年、パン・ティナ）

2020年
- アサティール 未来の昔ばなし（2020年 - 2025年、マハ） - 2シリーズ
- 宇崎ちゃんは遊びたい!（2020年 - 2022年、宇崎花） - 2シリーズ
- うまよん（タマモクロス）
- まえせつ!（凩まふゆ）

2021年
- 天地創造デザイン部（冥戸）
- 結城友奈は勇者である ちゅるっと!（弥勒夕海子）
- もっと!まじめにふまじめ かいけつゾロリ（アイラ）
- ぼくたちのリメイク（登美丘罫子）
- ジャヒー様はくじけない!（ジャヒー様）
- 真の仲間じゃないと勇者のパーティーを追い出されたので、辺境でスローライフすることにしました（2021年 - 2024年、ルーティ） - 2シリーズ
- 結城友奈は勇者である -大満開の章-（弥勒夕海子）

2022年
- プリンセスコネクト!Re:Dive Season 2（ユキ）
- 惑星のさみだれ（朝日奈さみだれ）
- 5億年ボタン【公式】〜菅原そうたのショートショート〜（2022年 - 2024年、スネ子） / 2024年に13話、14話が放送。
- よふかしのうた（2022年 - 2025年、小繁縷ミドリ） - 2シリーズ
- ハナビちゃんは遅れがち（東桜モグモグ超）
- シルバニアファミリー シリーズ（2022年 - 2024年、ココ・チョコレート） - 3シリーズ

2023年
- 東京リベンジャーズ（稀咲鉄太〈小学生〉） - 2シリーズ
- 英雄王、武を極めるため転生す 〜そして、世界最強の見習い騎士♀〜（リップル）
- The Legend of Heroes 閃の軌跡 Northern War（デュバリィ）
- アリス・ギア・アイギス Expansion（相河愛花）
- ワールドダイスター（柳場ぱんだ）
- 六道の悪女たち（幼田小百合）
- アイドルマスター シンデレラガールズ U149（ヒョウくん）
- Lv1魔王とワンルーム勇者（魔王）
- 婚約破棄された令嬢を拾った俺が、イケナイことを教え込む（ミアハ・バステトス）
- とあるおっさんのVRMMO活動記（ロナ）

2024年
- 弱キャラ友崎くん 2nd STAGE（瀬野由紀）
- 佐々木とピーちゃん（二人静）
- 休日のわるものさん（女の子）
- 怪異と乙女と神隠し（姫魚よるむん / 花村美甘）
- 天穂のサクナヒメ（サクナヒメ）
- 夜桜さんちの大作戦（エマ）
- 真夜中ぱんチ（ミオ@異端ガールズ）
- ダンダダン（2024年 - 2025年、チキチータ） - 2シリーズ

2025年
- 逃走中 グレートミッション（アマビエ）
- ウマ娘 シンデレラグレイ（タマモクロス）
- 渡くんの××が崩壊寸前（渡多摩代）

### 劇場アニメ
2010年代
- ONE PIECE FILM Z（2012年）
- ドラゴンボールZ 神と神（2013年）
- ガールズ&パンツァー 劇場版（2015年、福田）
- ずっと前から好きでした。〜告白実行委員会〜（2016年）
- ONE PIECE FILM GOLD（2016年）
- UNDER THE DOG Jumbled（2018年、エステラ）

2020年代
- 劇場版 ハイスクール・フリート（2020年、スーザン・レジェス）
- 僕のヒーローアカデミア THE MOVIE ワールド ヒーローズ ミッション（2021年、ロロ・ソウル）
- 私に天使が舞い降りた! プレシャス・フレンズ（2022年、小之森夏音）

### OVA
2013年
- げんしけん 二代目の六（スザンナ・ホプキンス） - コミックス第15巻DVD付き特装版
- てーきゅう（女の子） - 『第2期』裏面

2014年
- いなり、こんこん、恋いろは。（伏見いなり） - コミックス第8巻BD付き限定版
- ロボットガールズZ（ピクシブたん） - BD&DVD収録の特典作

2017年
- 装神少女まとい（草薙ゆま） - TVアニメBlu-ray Vol.6映像特典
- ガヴリールドロップアウト（サターニャ） - DVD / BD 第1・3巻特典映像

2019年
- 私に天使が舞い降りた!（小之森夏音） - DVD / BD 第2巻毎回特典映像
- ガールズ&パンツァー 最終章（2019年 - 2023年、福田はる）

2020年
- 神田川JET GIRLS（パン・ティナ） - 限定版 神田川JET GIRLS DXジェットパック ゲームオリジナルアニメBD
- つぐもも（桐葉）- コミックス第24巻 OVA付き特装版 ちょっとHなOVA

2021年
- うまよん（タマモクロス） - Blu-ray BOX新作ショートアニメ

### Webアニメ
2015年
- ボーエもんの防衛だもん 〜よくわかる自衛隊（加納美亜）
- 魔法少女まみりん（まみりん）
- ももくり（水山のりか）
- ロボットガールズZ プラス（バルちゃん〈バルキング〉）

2016年
- 地域情報化大賞（でん吉）
- ほどほどステーション（クリス）

2017年
- 拡張少女系トライナリー（ちとせ）
- 同居人はひざ、時々、頭のうえ。（陽〈ハル〉） - 書店用PV
- アイドルマスター シンデレラガールズ劇場（2017年 - 2021年、緒方智絵里、ヒョウくん） - 2シリーズ

2018年
- ようこそジャパリパーク（2018年 - 2020年、アライグマ、クロサイ）

2019年
- ももまち（イヌ）

2021年
- 爆丸ジオガンライジング（2021年 - 2022年、フェネカ）
- ブライスドールズトーク （櫻子）

2022年
- スポGOMI　ワールドカップエキシビジョンマッチ編（ケイ）
- 爆丸エボリューションズ（2022年 - 2023年、フェネカ）
- CINDERELLA GIRLS 10th Anniversary Celebration Animation ETERNITY MEMORIES（緒方智絵里）
- MEGUROレジェンダーズ（とろけじぞう）
- 無期迷途「死恋ラジオ」（デイジー〈2代目〉）

2023年
- HELLO OSAKA （影駅観歌）
- スコット・ピルグリム テイクス・オフ （ロキシー・リヒター）

2024年
- パンの赤ちゃん（クリームパンの赤ちゃん4）

### ゲーム
2013年
- アイドルマスター シンデレラガールズ（2013年 - 2023年、緒方智絵里） - 12作品
- 下天の華（女房、女の）
- シャイニング・アーク（メリー・アシュレイ）

2014年
- ウチの姫さまがいちばんカワイイ（刻姫 ラビ・ホワイト）
- 白猫プロジェクト（ハルカ）
- 英雄伝説 碧の軌跡 Evolution（神速のデュバリィ）
- 英雄伝説 閃の軌跡II（神速のデュバリィ
- ToHeartハートフルパーティ（山科小姫）
- ヒーローバンク
- FANTASY HERO 〜unsigned legacy〜（アシュタ・リトル・ハスキー）
- 封印勇者！マイン島と空の迷宮（フェルディー、エマ、ヒスイ）
- ロボットガールズZ ONLINE（バルちゃん〈バルキング〉）

2015年
- オトカ♥ドール（サニー）
- CLOSERS（アラレ＝イチジョウ）
- けものフレンズ（ヒグマ、アカミミガメ、アライグマ、アルパカ・ワカイヤ、オオフラミンゴ、クロサイ、タスマニアデビル、ミナミコアリクイ）
- シューティングガール（僧打雫、峠空、六道辻未）
- 神撃のバハムート（ブラー）
- デジモンストーリー サイバースルゥース（山科チカ）
- フォルティシア（パエオニア、ルイメ、ダリア、ローラス、シンディ、キセア、ヤーミン、スカラ）
- 部活少女バトル（松岡公子）
- プリンセスコネクト!（虹村雪）
- Paperman（関西ボイス）
- モン娘☆は〜れむ（2015年 - 2018年、ルリエ、ラナン、ケリー、キャンディ、まゆね、桐葉、江戸川橋美智）
- ワールド エンド エクリプス（クリスティーヌ）

2016年
- イースVIII -Lacrimosa of DANA-（ディナ、グリゼルダ）
- ヴァルキリーコネクト（人魚メルマーレ、精霊使いニジ）
- 英雄伝説 暁の軌跡（神速のデュバリィ）
- エミル・クロニクル・オンライン（ローレライ・ロア / ローレライ・アナザー）
- オルタナティブガールズ（橘直美）
- カラコロッタ2 ワンダフルオーシャン（ミコ）
- 幻獣契約クリプトラクト（2016年 - 2023年、クラリーチェ、ハリエット）
- スーパーロボット大戦X-Ω（2016年 - 2020年、イヌイ・ホノカ）
- 誰ガ為のアルケミスト（ポリン）
- チェインクロニクルV〜絆の新大陸〜（“幽玄なる青”SG-1000II）
- 追憶の青（タチアナ）
- ドラゴンボールフュージョンズ
- 放課後ガールズトライブ（大空美智留）

2017年
- UNDER NIGHT IN-BIRTH（2017年 - 2020年、レクス・バルトロメウス、チハル） - 2作品
- ヴァルキリーコネクト（焔帝アングルボザ、白魔法使いノア）
- 英雄伝説 閃の軌跡 III（神速のデュバリィ、エイダ・グラント）
- グランブルーファンタジー（2017年 - 2024年、ザ・サン、サンドリヨン）
- 白猫テニス（ハルカ）
- スターリーガールズ（フォボス）
- 戦艦少女R（ル・ファンタスク）
- 空と大地のクロスノア（サターニャ）
- パーフェクト ワールド -完美世界-（白帝シルヴァ）
- 遥かなる異郷グランヴィリア（ユウナ）
- ぱすてるメモリーズ（江戸川橋美智）
- ビーナスイレブンびびっど！（白鳥あづみ）
- メイプルストーリー（カデナ〈女〉）

2018年
- アリス・ギア・アイギス（2018年 - 2024年、相河愛花）
- 舞華蒼魔鏡（紅美鈴）
- ドラゴンジェネシス -聖戦の絆-（アザゼル）
- プリンセスコネクト！Re:Dive（2018年 - 2024年、ユキ / 虹村雪）
- ガールズ&パンツァー ドリームタンクマッチ（福田）
- ヴァルキリーコネクト（双槍使いツヴェイリ）
- 戦場のヴァルキュリア4（ニコラ・グレフ、リタ・レイウォーター）
- マギアレコード 魔法少女まどか☆マギカ外伝（2018年 - 2022年、眞尾ひみか）
- ゴッドイーター レゾナントオプス（主人公〈女〉）
- Shadowverse（2018年 - 2023年、ブラー、歴史を知る者、カステル）
- ヴァンパイア†ブラッド（クロエ・アマリー）
- 温泉むすめ ゆのはな これくしょん（あしずり星）
- ボンバーガール（2018年 - 2023年、アクア、ブルーベリー）
- 結城友奈は勇者である 花結いのきらめき（2018年 - 2022年、弥勒夕海子）
- ソウルリバース ゼロ（かぐや姫）
- 英雄伝説 閃の軌跡IV -THE END OF SAGA-（神速のデュバリィ、エイダ・グラント）
- オンゲキ（逢坂茜）
- りっく☆じあ〜す（清原レイ、ルクレールAZUR、90式戦車、チェンタウロ戦闘偵察車）
- ファイアーエムブレム ヒーローズ（2018年 - 2024年、ユルグ、レテ）

2019年
- リボルバーズエイト（かぐや姫）
- 御城プロジェクト:RE〜CASTLE DEFENSE〜（久能山城、コッヘム・ライヒスブルク城）
- クイズRPG 魔法使いと黒猫のウィズ（ディギィ）
- スーパーロボット大戦T（エイミス・アーネスト）
- ゴエティアクロス (アクトン、アンコニオーン、ブルデュメク)
- DEAD OR ALIVE Xtreme Venus Vacation（カンナ）
- ブレイブソード×ブレイズソウル（神爪フォリヴォラ）
- ヴァルキリーコネクト（雨雫少女パッソ、精霊巫女セリカ）
- グラフィティスマッシュ（アケノ）
- アルカ・ラスト 終わる世界と歌姫の果実（シュカ）
- 鬼ノ哭ク邦（アイシャ）
- けものフレンズ3（オグロプレーリードッグ）
- かくりよの門 -朧-（澪）
- クロノレガリア（セシリア）
- ドールズフロントライン（ファルコン、88式）
- ブレイドエクスロード（アミナ・ガーベル）

2020年
- 神田川JET GIRLS（パン・ティナ）
- 東方スペルバブル（霧雨魔理沙）
- ペルソナ5 スクランブル ザ ファントム ストライカーズ（長谷川茜）
- ヴァルキリーコネクト（波乙女フレン、月兎少女ミカネ）
- この素晴らしい世界に祝福を！ファンタスティックデイズ（エイミー）
- 魂器学院（ジャネット・レ・シェフィールド、ラプラス・ドープ、イブ・アロイン）
- VALIANT TACTICS（グリフォンライダーディアナ、白のアルセーナ）
- アズールレーン（2020年 - 2024年、パーシュース、パトリツィア・アーベルハイム）
- 英雄伝説 創の軌跡（神速のデュバリィ）
- かんぱに☆ガールズ（ファルス・ニロール）
- 天穂のサクナヒメ（サクナヒメ）
- ブレイブソード×ブレイズソウル（禁式・大典太光世＝燐華）
- ライザのアトリエ2 〜失われた伝承と秘密の妖精〜（パトリツィア・アーベルハイム）
- 魔女の泉3 Re: Fine（エステル、ジュディス、ルナ）

2021年
- ラクガキ キングダム（雪片カナデ、霧雨魔理沙）
- ウマ娘 プリティーダービー（2021年 - 2024年、タマモクロス）
- Re:ステージ!プリズムステップ（逢坂茜）
- ブラック・サージナイト（ハーミーズ）
- 白夜極光（オティ、パテ）
- 逆転オセロニア（マリランヌ）
- METALLIC CHILD（ロナ）
- D_CIDE TRAUMEREI（柵頼葉月）
- Deep Insanity ASYLUM（マキシーン・クラーマー）
- 真・女神転生V（アマノザコ）
- 放置少女〜百花繚乱の萌姫たち〜（綺夢）
- 東方ダンマクカグラ（寅丸星）

2022年
- ソウルタイド（サティヤ）
- プリコネ！グランドマスターズ（ユキ）
- パニリヤ・ザ・リバイバル（フロック）
- PUBG MOBILE（かいじゅうちゃんボイスカード）
- インフィニティソウルズ（柏崎ひなた）
- RUINS MAGUS_〜ルインズメイガス〜（ピッキー・ブンドール）
- ライブアライブ（ビリー、ユキ）
- デジモンサヴァイブ（ロップモン）
- 東方電幻景（霧雨魔理沙）
- アリス・ギア・アイギス Concerto of Simulatrix（相河愛花）
- Echocalypse -緋紅の神約-（潘）
- ニューラルクラウド（2022年 - 2023年、フェーン、サックダラジャー）
- チェイスチェイスジョーカーズ（悪亜チノン）

2023年
- ライザのアトリエ3 〜終わりの錬金術士と秘密の鍵〜（パトリツィア・アーベルハイム）
- テイルズ オブ ザ レイズ リコレクション（アイリス・ラヴフェザー）
- ワールドダイスター 夢のステラリウム（柳場ぱんだ）
- アルカディア（原町喜衣）
- レスレリアーナのアトリエ 〜忘れられた錬金術と極夜の解放者〜（2023年 - 2024年、ハイディ、パトリツィア）
- 魔女の泉R（ルナ）
- ヴァルキリーコネクト（央響の観測者ラビル）
- Fate/Grand Order（2023年 - 2024年、雑賀孫一）
- 英雄伝説 閃の軌跡：Northern War（《神速》のデュバリィ）
- アークナイツ（ティフォン）

2024年
- エーテルゲイザー（金烏）
- 東方スカーレットディアブロ（霧雨魔理沙）
- 真・女神転生V Vengeance（アマノザコ）
- デュエル・マスターズ プレイス（パトリツィア・アーベルハイム）
- 白夜極光（パトリツィア・アーベルハイム）
- 鈴蘭の剣：この平和な世界のために（ガルシア）
- 共闘ことばRPG コトダマン（サクナヒメ）
- グランドチェイス-次元の追跡者（約束の大天使ウララ）
- ドールズフロントライン2：エクシリウム（コルフェン）

2025年
- 魔法少女まどか☆マギカ Magia Exedra（眞尾ひみか）
- グルーヴコースター フューチャーパフォーマーズ（更科リッカ）
- 勝利の女神:NIKKE（ブレッディ）

### ドラマCD
- アイドルマスター シンデレラガールズ（緒方智絵里）
  - 「What would you like to do?」[PR 127] - テレビアニメ BD / DVD 第2巻特典CD
  - 「Sometimes sweet become bittersweet」[PR 128] - テレビアニメ BD / DVD 第4巻特典CD
- アイドルマスター シンデレラガールズ U149 Blu-ray3 書き下ろしドラマCD No.4「お姫さまの国」（ヒョウくん[146]）
- あの娘にキスと白百合を ドラマCD2・4（上原愛[PR 129][PR 130]）
- アリス・ギア・アイギス サウンドドラマLP「時代劇だよ！ アリス・ギア・アイギス」（相河愛花[147]）
- いなり、こんこん、恋いろは。 ドラマCD「いなり、お守り、初でぇと」（伏見いなり[PR 131]） - テレビアニメ BD / DVD 第1巻特典CD
- ウマ娘 プリティーダービー（タマモクロス）
  - ウマ娘 プリティーダービー STARTING GATE 10
  - アニメ『ウマ娘 プリティーダービー』サイドストーリー EXTRA DERBY 02 EXTRA R『未だ見ぬ夢』
- おふれこタイムス（室町紗白[PR 132]）
- 『ガールズ&パンツァー 劇場版』ドラマCD5 新しい友達ができました!（福田、牛）
- ガールズ＆パンツァー最終章 ドラマCD⑤ 知波単式海岸訓練であります!（福田はる）
- ガヴリールドロップアウト Blu-ray BOX 初回生産特典 BONUS DISK 天使と悪魔のドラマCD[PR 133]（サターニャ / 胡桃沢＝サタニキア＝マクドウェル）
- 楠芽吹は勇者である Vol.1・2（弥勒夕海子[148]）
- さくらマイマイ（海乃瑠璃[PR 134]）
- 真の仲間じゃないと勇者のパーティーを追い出されたので、辺境でスローライフすることにしました（ルーティ）
  - BD/DVD 第1巻 初回生産特典 原作者・ざっぽん書き下ろしスペシャルボイスドラマCD「スローライフへ続く道」[PR 135]
  - BD/DVD 第2巻 初回生産特典 原作者・ざっぽん書き下ろしルーティの囁きボイス入りCD[PR 136]
- 贅沢な身の上（淑花蓮[PR 137]） - Cobalt 2012年11月号 2号連続企画 応募者全員サービス
- セガ・ハード・ガールズ ドラマCD「アイドルオーディション」（SG-1000II[PR 138]）
- 装神少女まとい（草薙ゆま）
  - スペシャル・サウンド・ドラマCD「神様、しゃべりました」[PR 139] - TVアニメBlu-ray BOX 壱 封入特典
  - スペシャル・ラジオ・ドラマCD「おーまいがー☆しあたー」[PR 140] - TVアニメBlu-ray BOX 弐 封入特典
- 漫画『槍の勇者のやり直し』5巻（コウ）
- つぐもも（桐葉）TVアニメBlu-ray/DVD Vol.1[PR 141],2[PR 142],4[PR 143],5[PR 144]  封入特典 スペシャルCD オーディオドラマ
- ツブ★ドル ドラマCD 紹介します〜舞台裏!〜主題歌もできたし全国デビューしちゃうよ盤（小田相かりん[PR 145]）
- Dear Girl〜Stories〜 響（女性）
- 劇場版 ハイスクール・フリート Blu-ray＆DVD 完全生産限定版特典CD「スーのピンチ！」（スーザン・レジェス[149]）
- 光る猫爪（中洲倫[150]）
- 風水巫女 海龍篇 アイドル版（2015年、虎屋のぞみ[PR 146]、ナレーター）
- ももくりドラマCD（水山のりか[PR 147]）
- 「ロボットガールズZ」ガイキングLOD特別ドラマCD VOL.1（バルちゃん[PR 148]） - ガイキングLOD DVD-BOX VOL.1初回封入特典
- 私に天使が舞い降りた! コミックス第7・12巻特装版付属ドラマCD[151]（小之森夏音、犬のみやこ）

### オーディオドラマ
- 圧倒的添い寝CD 〜ウザカワ幼馴染にいっぱい癒されちゃう〜（2021年、幼馴染）
- おしごとねいろ 〜魔法使い編〜（2021年、トキワ）[152]
- 燈の守り人～幻想夜話～（2022年、鴛泊灯台[153][PR 149][PR 150]）
- 『宇崎ちゃんは遊びたい！ω』ASMRボイスドラマ～ウザい後輩は遊んで癒したい！～（2022年、宇崎花）[154]
- おねえさんといっしょ～包容力抜群のおねえさんがたっぷり癒やしちゃう（2023年、月見杏奈）
- いえカノ～ねむねむ彼女に一日エスコートされちゃう日～（2023年、箸山そよ華）
- 『異世界マッサージ』～ケモミミ少女に溺愛される巣ごもりASMR～（2023年、カロ）

### ラジオドラマ
- 青山二丁目劇場
  - 『紙入れ』（お仲[PR 151]） - 2013/1/21放送
  - 『忘れ物』（大野ひかり[PR 152]） - 2015/5/18放送
  - 『あだゆめ』（彩愛[PR 153]） - 2016/12/26放送
  - 『バオバオ』（明子[PR 154]） - 2017/10/2放送
  - 『夢の人』（沙優[PR 155]） - 2018/6/18放送
  - 『魅惑のお好み焼きレディー』（彩[PR 156]） - 2019/9/30放送
  - 『フィクションコミカルノンフィクション』（香月翔子[PR 157]） - 2020/8/24放送
  - 『洋梨とコーヒー』（雪乃[PR 158]、太陽（幼少期）[PR 159]） - 2021/7/19放送

### デジタルコミック
- 宇崎ちゃんは遊びたい!（2018年、宇崎花[155]）
- シメジ シミュレーション（2020年、月島しじま[156]）
- 妹が推しすぎる！（2022年、山田詩[157]）
- お狐ギャルの片喰さん（2024年、片喰さん[PR 160]）

### オーディオブック
- Audiobook.jp（旧・FeBe）
  - 『また、同じ夢を見ていた』（2017年、小柳奈ノ花[158]）
  - 『きいろいゾウ』（2020年、ツマ[159]）
  - 『流浪の月』（2023年、家内更紗[160]）
  - 『腹を割ったら血が出るだけさ』（2024年、小楠なのか[161]）

### ナレーション
- カートゥーン ネットワーク presents fun with ENGLISH（BSスカパー!、2012年7月14日） - MCも兼任
- 創刊!有吉ジャーナル〜上半期スクープの裏側〜（TBS、2012年8月25日）
- 石井めぐみのステキに多摩めぐりん（JCNマイテレビ、2013年4月 - 2015年3月[要検証 – ノート]）
- 妻にはショナイで!（日本テレビ、2015年4月5日 - 2017年10月25日）[PR 161]
- ガールズ・フィッシング・グランプリ
  - 2018春の陣（日テレプラス、2018年4月27日）[PR 162]
  - 2018夏の陣（日テレプラス、2018年8月23日）[PR 163]
  - 2018秋の陣（日テレプラス、2018年10月27日）[PR 164]
- 演歌男子。禁断の裏メニュー〜DokiDokiトークを召し上がれ（歌謡ポップスチャンネル、2020年8月12日 - ）[PR 165]
- カードラボ 店内放送（2020年）[PR 166]
- 燈の守り人 灯台音声ガイド 北海道利尻富士町 鴛泊灯台（2022年[153]）
- ジョニ男のぶらぶら昭和。（BS松竹東急、2022年10月6日 - 2023年9月28日 ）[PR 167]

### ラジオ
※はインターネット配信。
- めっちゃすきやねん（2013年 - 2023年、ラジオ大阪・超!A&G+※）
- いなり、こんこん、恋らじお。（2014年、ラジオ大阪・HiBiKi Radio Station※）
- セハガールのハードなSEGA情報RADIO「セハラジ」 ゲストパーソナリティー（2015年 - 2016年、超!A&G+※）[PR 168]
- ももくりラジオ 雪とのりかの放課後トーク（2015年 - 2016年、comicoアプリ※・ももくりチャンネル※）[PR 169]
- COMICキューンチューンRADIO（2016年 - 2017年、Voice-Styleチャンネル※）[PR 170]
- ももくりラジオ 〜私たちのラジオ「変」ですか?〜（2016年、HiBiKi Radio Station※）[PR 171]
- 諏訪彩花と大空直美の"送信"少女まといラジオ!!（2016年 - 2017年、YouTube※・KBS京都ラジオ）[162]
- ガヴリールドロップアウト〜天使と悪魔のシェアハウス〜（2017年、音泉※）[PR 172]
- 大空直美・小澤亜李のsweet café time（2018年 - 2021年、超!A&G+※・YouTube※）
- ちおちゃんの通学路 中の下を行くラジオ（2018年、音泉※）[163]
- ガールズ&パンツァーRADIO　知波単学園、ラジオ突撃!（2019年、音泉※）[164]
- 本気出せ!大空直美（2020年 - 2023年 、ニコニコ生放送※・YouTube※）[PR 173]
- 宇崎ちゃんは遊びたい! SUGOI RADIO〜先輩が可愛そうなんで一緒に喋ってあげるッス!〜（2020年、音泉※[165]）
- 宇崎ちゃんは遊びたい! 『SUGOI RADIOω（だぶる）』〜先輩がどーしてもって言うなら今回も一緒に喋ってあげるッス！〜（2022年、音泉※[166]）
- ANISON EXPO Supported by Bandai Namco Music Live（2023年、TOKYO FM） - 2023年6月度月替わりパーソナリティ[167]
- TVアニメ「Lv1魔王とワンルーム勇者」WEBラジオ 三つ目のキングと秘書官のむちむちPoo Cube RADIO（2023年、YouTube※）
- 本気だぜ！大空直美（2024年 - 、ニコニコ動画※・YouTube※[168]）
- 米FM『耕せ! 〜米はチカラヂオ〜』アニメ『天穂のサクナヒメ』公式ラジオ（2024年、BAYFM）

### ラジオCD
- いなり、こんこん、恋らじお。ラジオCD
- めっちゃすきやねん ラジオCD
- ももくりラジオ 雪とのりかの放課後トークラジオCD
- ももくりラジオ 〜私たちのラジオ「変」ですか?〜ラジオCD
- COMICキューンチューンRADIO CD Vol.1〜Vol.4[169][170][171][172]
- ガヴリールドロップアウト〜天使と悪魔のシェアハウス〜 ラジオCD [PR 174]
- にゃんこデイズ ラジオCD「めっちゃねこやねん！」[PR 175]
- 大空直美・小澤亜李のsweet café time 1周年特別版[PR 176]
- 2018→2019 COUNTDOWN CD 大空直美・小澤亜李のsweet café time[PR 177]
- ガールズ＆パンツァーRADIO　知波単学園、ラジオ突撃！ DJCD[PR 178]
- 2019→2020 COUNTDOWN CD 大空直美・小澤亜李のsweet café time[PR 179]

### テレビ番組
※はインターネット配信。
- げんしけん二代目サークル室雑談会（ニコニコ生放送※、2013年8月3日、9月21日）
- 超特急のふじびじスクール!（フジテレビ、2015年5月23日、5月30日、2016年1月9日、1月16日）
- とりあえず何かしらで世界一を目指してみたい大空直美となんとなく付き合う事になってしまった大和田仁美が送る全力生放送 略して「トリセカ」（ニコニコ生放送※、2016年4月20日 - ）[PR 180]
- オルコミ（ニコニコ生放送※、2017年6月13日 - 2018年5月29日）レギュラー

### 映像商品
2015年
- THE IDOLM@STER CINDERELLA GIRLS 2ndLIVE PARTY M@GIC!!
- CINDERELLA PARTY! でれぱDEないと をきかないと!! 〜あかるくせいそにかわいくきよく〜
- 声優DVD フレンズシリーズ vol.2 大空直美＆藤井ゆきよ＆照井春佳
- 松来未祐のアルカナの扉 Vol.1
- ラジオ アイドルマスター シンデレラガールズ『デレラジ』DVD Vol.6

2016年
- Animelo Summer Live 2015 -THE GATE-
- THE IDOLM@STER M@STER OF IDOL WORLD!!2015 Live Blu-ray
- THE IDOLM@STER CINDERELLA GIRLS 3rdLIVE シンデレラの舞踏会 -Power of Smile- Blu-ray
- とりあえず何かしらで世界一を目指してみたい大空直美となんとなく付き合う事になってしまった大和田仁美が送る全力生放送 略して「トリセカ」DVD 第1巻

2017年
- THE IDOLM@STAR CINDERELLA GIRLS 4thLIVE TriCastle Story Blu-ray BOX
- ガヴリールドロップアウト〜天使と悪魔のパン作り〜
- 佳村はるかのマニアックデート Vol.1

2018年
- THE IDOLM@STAR CINDERELLA GIRLS 5thLIVE TOUR Serendipity Parade!!! @MIYAGI、OSAKA、SAITAMA SUPER ARENA
- とりあえず何かしらで世界一に目指してみたい大空直美となんとなく付き合う事になってしまった大和田仁美が送る全力生放送　略して「トリセカ」DVD 第2巻
- 西明日香のデリケートゾーン!2
- 松田颯水ショー2
- SEASIDE SUMMER FESTIVAL 2018&シーサイド大運動会

2019年
- SEASIDE WINTER FESTIVAL 2019 SPECIAL DVD 大空直美・小澤亜李のsweet café time with 西明日香
- SEASIDE WINTER FESTIVAL 2019 SPECIAL DVD フレッシュたかまつ with 大空直美
- もうちょっと！大空直美
- 大空直美・小澤亜李のsweet café time 桑ちゃんと一緒にカフェタイム♪DVD
- SEASIDE WINTER FESTIVAL 2019
- THE IDOLM@STER CINDERELLA GIRLS 6thLIVE MERRY-GO-ROUNDOME!!!@NAGOYA DOME
- 「オンゲキ」LIVE Vol.1 〜Jump!!Jump!!Jump!!〜Blu-ray
- SEASIDE SUMMER FESTIVAL 2019

2020年
- 大空直美・小澤亜李のsweet café time 諏訪ちゃんと一緒に初イベント公開企画会議！
- 声優シェアハウス 津田美波の津田家-TSUDAYA- DVD Vol.8
- THE IDOLM@STER CINDERELLA GIRLS 7thLIVE TOUR Special 3chord♪ Funky Dancing!@ NAGOYA DOME LIVE Blu-ray

2021年
- THE IDOLM@STER CINDERELLA GIRLS Broadcast ＆ LIVE Happy New Yell !!! Blu-ray BOX
- わたてん☆５ ファーストワンマンライブ『デリシャス・スマイル！』

2022年
- 大西亜玖璃のあなたにアグリー♡ Vol.4
- THE IDOLM@STER CINDERELLA GIRLS 10th ANNIVERSARY M@GICAL WONDERLAND TOUR!!! CosmoStar Land & Tropical Land Blu-ray
- THE IDOLM@STER CINDERELLA GIRLS 10th ANNIVERSARY M@GICAL WONDERLAND TOUR!!! SPECIAL LIVE Blu-ray

2023年
- ウマ娘 プリティーダービー 4th EVENT SPECIAL DREAMERS!! EXTRA STAGE Blu-ray

### その他コンテンツ
- チェインクロニクル 〜絆の新大陸〜 ファクト篇 CM（2014年[177]）
- ふしみ、いなりと、声さんぽ（2015年、伏見いなり[PR 204]）
- LINEスタンプ『アイドルマスター シンデレラガールズ２』（2015年、緒方智絵里）
- 「初恋」PODCAST 第2回「5センチの恋」（2016年、桜井美菜[PR 205]）
- ハトのマーク引越センター CM「引越ならハトのマーク！」（2018年、歌唱・モーションキャプチャー[178]）
- 義母と娘のブルース（2018年、劇中アニメ『ドリームプチキュア』ピンク[PR 206][PR 207])
- クリーニング専科 CM（2019年、歌唱[179])
- MAPLUS キャラ de ナビ（2020年、宇崎花[PR 208]）
- VOICEtrip　小諸城址 懐古園で女の子とのデート編　ボイス観光ガイド（2021年、[180]

## ディスコグラフィ

### キャラクターソング
| 発売日         | 商品名 | 歌 | 楽曲 | 備考                                                                       |
| -------------- | --- | --- | --- | -------------------------------------------------------------------------- |
| 2013年10月9日  | げんしけん二代目 MEBAETAME Music Collection vol.1                                                            | 荻上千佳（山本希望）、スザンナ・ホプキンス（大空直美） | 「トレージャー・ハンターV」                                                                                   | テレビアニメ『げんしけん二代目』関連曲                                     |
| 2013年11月13日 | THE IDOLM@STER CINDERELLA MASTER 023 緒方智絵里                                                              | 緒方智絵里（大空直美） | 「風色メロディ」                                                                                              | ゲーム『アイドルマスター シンデレラガールズ』関連曲                        |
| 2013年11月13日 | 風水巫女 海龍篇 アイドル版（ヴォイスドラマ）                                                                 | 風水巫女 | 「風水巫女組曲」                                                                                              | ドラマCD『風水巫女 海龍篇 アイドル版』エンディングテーマ                   |
| 2013年11月13日 | 風水巫女 海龍篇 テーマ曲『風水巫女組曲』                                                                     | 風水巫女 | 「風水巫女組曲（Feng Shui Magical Girl's Suite）[Idol Version]」 「命の輝き (Brightness of the Life)」        | ドラマCD『風水巫女 海龍篇 アイドル版』イメージソング                       |
| 2014年3月26日  | いなり、こんこん、恋いろは。 オリジナルサウンドトラック                                                      | 伏見いなり（大空直美） | 「涙はらはら」 「涙はらはら（Reprise）」                                                                      | テレビアニメ『いなり、こんこん、恋いろは。』挿入歌                         |
| 2014年7月30日  | THE IDOLM@STER CINDERELLA MASTER We're the friends!                                                          | THE IDOLM@STER CINDERELLA GIRLS! | 「We're the friends!」                                                                                        | ゲーム『アイドルマスター シンデレラガールズ』関連曲                        |
| 2014年7月30日  | THE IDOLM@STER CINDERELLA MASTER We're the friends!                                                          | THE IDOLM@STER CINDERELLA GIRLS for BEST5! | 「メッセージ」                                                                                                | ゲーム『アイドルマスター シンデレラガールズ』関連曲                        |
| 2014年10月22日 | Blooming!!／若い力 -SEGA HARD GIRLS MIX-                                                                     | SC-3000（相沢舞）、SG-1000（芹澤優）、SG-1000II（大空直美）、ゲームギア（田中美海）、ロボピッチャ（もものはるな） | 「若い力 -SEGA HARD GIRLS MIX-」                                                                              | テレビアニメ『Hi☆sCoool! セハガール』エンディングテーマ                    |
| 2014年12月31日 | THE IDOLM@STER CINDERELLA MASTER Cute Jewelries! 002                                                         | 三村かな子（大坪由佳）、輿水幸子（竹達彩奈）、佐久間まゆ（牧野由依）、緒方智絵里（大空直美）、小早川紗枝（立花理香） | 「パステルピンクな恋」 「ゴキゲンParty Night」                                                                | ゲーム『アイドルマスター シンデレラガールズ』関連曲                        |
| 2014年12月31日 | THE IDOLM@STER CINDERELLA MASTER Cute Jewelries! 002                                                         | 緒方智絵里（大空直美） | 「ハミングがきこえる」                                                                                        | ゲーム『アイドルマスター シンデレラガールズ』関連曲                        |
| 2015年1月21日  | THE IDOLM@STER CINDERELLA GIRLS ANIMATION PROJECT 00 ST@RTER BEST                                            | CINDERELLA PROJECT | 「ススメ☆オトメ 〜jewel parade〜」                                                                            | テレビアニメ『アイドルマスター シンデレラガールズ』関連曲                  |
| 2015年2月18日  | THE IDOLM@STER CINDERELLA GIRLS ANIMATION PROJECT 01 Star!!                                                  | CINDERELLA PROJECT | 「Star!!」 | テレビアニメ『アイドルマスター シンデレラガールズ』オープニングテーマ      |
| 2015年4月1日   | THE IDOLM@STER CINDERELLA GIRLS ANIMATION PROJECT 04 Happy×2 Days                                            | CANDY ISLAND | 「Happy×2 Days」                                                                                              | テレビアニメ『アイドルマスター シンデレラガールズ』エンディングテーマ      |
| 2015年4月1日   | THE IDOLM@STER CINDERELLA GIRLS ANIMATION PROJECT 04 Happy×2 Days                                            | CANDY ISLAND | 「夕映えプレゼント」                                                                                          | テレビアニメ『アイドルマスター シンデレラガールズ』関連曲                  |
| 2015年4月15日  | ツブ★ドル ドラマCD 〜紹介します？舞台裏！〜 主題歌もできたし全国デビューしちゃうよ盤                         | ツブ★ドル | 「ツブ★ドル」                                                                                                 | OVA『ツブ★ドル』主題歌                                                     |
| 2015年4月15日  | ツブ★ドル ドラマCD 〜紹介します？舞台裏！〜 とらのあな限定特典CD                                             | 弥栄はな（洲崎綾）、小田相かりん（大空直美）、光ヶ丘ゆい（佐倉綾音）、作ノ口めぐみ（豊田萌絵）、田名みずき（優木かな）、藤野ちえ（杉田菜摘） | 「ツブ★ドル」                                                                                                 | OVA『ツブ★ドル』関連曲                                                     |
| 2015年5月13日  | THE IDOLM@STER CINDERELLA GIRLS ANIMATION PROJECT 08 GOIN'!!!                                                | CINDERELLA PROJECT | 「GOIN'!!!」                                                                                                  | テレビアニメ『アイドルマスター シンデレラガールズ』挿入歌                  |
| 2015年5月13日  | THE IDOLM@STER CINDERELLA GIRLS ANIMATION PROJECT 08 GOIN'!!!                                                | CINDERELLA PROJECT | 「夕映えプレゼント」                                                                                          | テレビアニメ『アイドルマスター シンデレラガールズ』エンディングテーマ      |
| 2015年8月5日   | THE IDOLM@STER CINDERELLA GIRLS ANIMATION PROJECT 2nd season 01 Shine!!                                      | CINDERELLA PROJECT | 「Shine!!」                                                                                                   | テレビアニメ『アイドルマスター シンデレラガールズ』オープニングテーマ      |
| 2015年9月12日  | THE IDOLM@STER CINDERELLA GIRLS サガン鳥栖 サポートソング 青空エール                                         | 赤城みりあ（黒沢ともよ）、緒方智絵里（大空直美）、城ヶ崎美嘉（佳村はるか）、脇山珠美（嘉山未紗） | 「青空エール」                                                                                                | ゲーム『アイドルマスター シンデレラガールズ』関連曲                        |
| 2015年9月23日  | THE IDOLM@STER CINDERELLA GIRLS ANIMATION PROJECT 2nd Season 02                                              | CANDY ISLAND with 輿水幸子（竹達彩奈） | 「Heart Voice」                                                                                               | テレビアニメ『アイドルマスター シンデレラガールズ』エンディングテーマ      |
| 2015年9月23日  | THE IDOLM@STER CINDERELLA GIRLS ANIMATION PROJECT 2nd Season 02                                              | CANDY ISLAND | 「夢色ハーモニー」                                                                                            | テレビアニメ『アイドルマスター シンデレラガールズ』関連曲                  |
| 2015年9月25日  | アイドルマスター シンデレラガールズ BD・DVD 第5巻完全生産限定版特典CD「346Pro IDOL selection vol.3」         | 緒方智絵里（大空直美） | 「DOKIDOKIリズム 〜For Chieri rearrange MIX〜」                                                               | テレビアニメ『アイドルマスター シンデレラガールズ』関連曲                  |
| 2015年11月25日 | THE IDOLM@STER CINDERELLA GIRLS ANIMATION PROJECT 2nd Season 07                                              | CINDERELLA PROJECT | 「M@GIC☆」 | テレビアニメ『アイドルマスター シンデレラガールズ』挿入歌                  |
| 2015年11月25日 | THE IDOLM@STER CINDERELLA GIRLS ANIMATION PROJECT 2nd Season 07                                              | CINDERELLA PROJECT | 「夢色ハーモニー」                                                                                            | テレビアニメ『アイドルマスター シンデレラガールズ』エンディングテーマ      |
| 2016年8月24日  | 大好きだよ大好きだよ 生まれてきてありがとう                                                                  | 栗原雪（加隈亜衣）、水山のりか（大空直美）、早柿莉央（前田玲奈）、島田柚姫（仲谷明香）、宇佐美育絵（竹下礼奈） | 「とーく・らいく・しんぎんぐ」                                                                                | テレビアニメ『ももくり』関連曲                                             |
| 2016年10月14日 | THE IDOLM@STER CINDERELLA GIRLS 4thLIVE TriCastle Story -Brand new Castle- 会場オリジナルCD 絶対ピンクな小箱 | 緒方智絵里（大空直美） | 「パステルピンクな恋」                                                                                        | ゲーム『アイドルマスター シンデレラガールズ』関連曲                        |
| 2016年10月26日 | THE IDOLM@STER CINDERELLA GIRLS STARLIGHT MASTER 06 Love∞Destiny                                             | 佐久間まゆ（牧野由依）、北条加蓮（渕上舞）、小日向美穂（津田美波）、多田李衣菜（青木瑠璃子）、緒方智絵里（大空直美） | 「Love∞Destiny（M@STER VERSION）」                                                                            | ゲーム『アイドルマスター シンデレラガールズ スターライトステージ』関連曲   |
| 2016年12月7日  | THE IDOLM@STER CINDERELLA GIRLS STARLIGHT MASTER 07 サマカニ!!                                               | 緒方智絵里（大空直美） | 「cherry*merry*cherry」                                                                                       | ゲーム『アイドルマスター シンデレラガールズ スターライトステージ』関連曲   |
| 2017年2月1日   | THE IDOLM@STER CINDERELLA GIRLS STARLIGHT MASTER 08 BEYOND THE STARLIGHT                                     | 城ヶ崎莉嘉（山本希望）、緒方智絵里（大空直美）、北条加蓮（渕上舞）、川島瑞樹（東山奈央）、大槻唯（山下七海） | 「BEYOND THE STARLIGHT（M@STER VERSION）」                                                                    | ゲーム『アイドルマスター シンデレラガールズ スターライトステージ』関連曲   |
| 2017年2月8日   | THE IDOLM@STER CINDERELLA MASTER EVERMORE                                                                    | アナスタシア（上坂すみれ）、緒方智絵里（大空直美）、神谷奈緒（松井恵理子）、川島瑞樹（東山奈央）、輿水幸子（竹達彩奈）、小早川紗枝（立花理香）、佐久間まゆ（牧野由依）、白坂小梅（桜咲千依）、高森藍子（金子有希）、十時愛梨（原田ひとみ）、日野茜（赤﨑千夏）、北条加蓮（渕上舞）、星輝子（松田颯水）、堀裕子（鈴木絵理）、三村かな子（大坪由佳） | 「ゴキゲンParty Night」                                                                                       | ゲーム『アイドルマスター シンデレラガールズ』関連曲                        |
| 2017年2月8日   | THE IDOLM@STER CINDERELLA MASTER EVERMORE                                                                    | 大橋彩香、福原綾香、原紗友里、藍原ことみ、青木志貴、青木瑠璃子、飯田友子、五十嵐裕美、今井麻夏、上坂すみれ、内田真礼、桜咲千依、大空直美、大坪由佳、金子真由美、金子有希、木村珠莉、黒沢ともよ、佐藤亜美菜、下地紫野、洲崎綾、鈴木絵理、髙野麻美、高森奈津美、立花理香、種﨑敦美、千菅春香、東山奈央、長島光那、原優子、早見沙織、春瀬なつみ、渕上舞、牧野由依、松井恵理子、松嵜麗、三宅麻理恵、村中知、杜野まこ、安野希世乃、山下七海、山本希望、佳村はるか、ルゥティン、和氣あず未 | 「EVERMORE（4thLIVE MIX）」                                                                                   | ゲーム『アイドルマスター シンデレラガールズ』関連曲                        |
| 2017年2月8日   | TVアニメ『装神少女まとい』キャラクターソングミニアルバム                                                     | 皇まとい（諏訪彩花)、草薙ゆま(大空直美） | 「笑う神には福来たる!」                                                                                       | テレビアニメ『装神少女まとい』挿入歌                                       |
| 2017年2月8日   | TVアニメ『装神少女まとい』キャラクターソングミニアルバム                                                     | 草薙ゆま（大空直美） | 「タイカツ ドット ジェイピー!」                                                                               | テレビアニメ『装神少女まとい』関連曲                                       |
| 2017年2月8日   | TVアニメ『装神少女まとい』キャラクターソングミニアルバム                                                     | 皇まとい（諏訪彩花）、草薙ゆま（大空直美）、クラルス・トニトルス（戸松遥）、皇伸吾（東地宏樹）、春夏・ルシエラ（川澄綾子）、カリオテ（檜山修之）、手塚秀夫（阿部敦） | 「ソーシン節」                                                                                                | テレビアニメ『装神少女まとい』関連曲                                       |
| 2017年2月22日  | ガヴリールドロップキック                                                                                     | ガヴリール（富田美憂）、ヴィーネ（大西沙織）、サターニャ（大空直美）、ラフィエル（花澤香菜） | 「ガヴリールドロップキック」                                                                                  | テレビアニメ『ガヴリールドロップアウト』オープニングテーマ                 |
| 2017年2月22日  | ハレルヤ☆エッサイム                                                                                          | ガヴリール（富田美憂）、ヴィーネ（大西沙織）、サターニャ（大空直美）、ラフィエル（花澤香菜） | 「ハレルヤ☆エッサイム」                                                                                       | テレビアニメ『ガヴリールドロップアウト』エンディングテーマ                 |
| 2017年2月22日  | ハレルヤ☆エッサイム                                                                                          | サターニャ（大空直美）、ラフィエル（花澤香菜） | 「逆転Devil&Angel」                                                                                           | テレビアニメ『ガヴリールドロップアウト』関連曲                             |
| 2017年3月15日  | 覚醒〜Alternative Heart〜                                                                                    | 広瀬こはる（橋本ちなみ）、西園寺玲（木戸衣吹）、水島愛梨（遠藤ゆりか）、天堂真知（安済知佳）、悠木美弥花（竹達彩奈）、橘直美（大空直美） | 「覚醒〜Alternative Heart〜」                                                                                 | ゲーム『オルタナティブガールズ』関連曲                                     |
| 2017年3月22日  | THE IDOLM@STER CINDERELLA MASTER Treasure☆                                                                   | 緒方智絵里（大空直美）、城ヶ崎莉嘉（山本希望）、多田李衣菜（青木瑠璃子） | 「エンジェル ドリーム 〜CINDERELLA GIRLS COLLABORATION MIX〜」                                                | ゲーム『アイドルマスター シンデレラガールズ スターライトステージ』関連曲   |
| 2017年4月26日  | ガヴリールドロップアウト Blu-ray&DVD Vol.2 「天使と悪魔のキャラソン＆サントラCD」                            | ガヴリール（富田美憂）、ヴィーネ（大西沙織）、サターニャ（大空直美）、ラフィエル（花澤香菜） | 「オリジナルバイブル」                                                                                        | テレビアニメ『ガヴリールドロップアウト』関連曲                             |
| 2017年5月13日  | THE IDOLM@STER CINDERELLA GIRLS 5thLIVE TOUR Serendipity Parade!!! 宮城・石川・大阪 会場オリジナルCD         | 緒方智絵里（大空直美） | 「Love∞Destiny（M@STER VERSION）」                                                                            | ゲーム『アイドルマスター シンデレラガールズ スターライトステージ』関連曲   |
| 2017年6月21日  | つぐもも キャラクターソングミニアルバム                                                                      | 桐葉（大空直美） | 「プ・プ・プリン」                                                                                            | テレビアニメ『つぐもも』挿入歌                                             |
| 2017年6月24日  | THE IDOLM@STER CINDERELLA GIRLS 5thLIVE TOUR Serendipity Parade!!! 静岡・幕張・福岡 会場オリジナルCD         | 緒方智絵里（大空直美） | 「BEYOND THE STARLIGHT（M@STER VERSION）」                                                                    | ゲーム『アイドルマスター シンデレラガールズ スターライトステージ』関連曲   |
| 2017年8月9日   | THE IDOLM@STER CINDERELLA GIRLS MASTER SEASONS SUMMER!                                                       | 大槻唯（山下七海）、緒方智絵里（大空直美）、新田美波（洲崎綾） | 「銀のイルカと熱い風」                                                                                        | ゲーム『アイドルマスター シンデレラガールズ』関連曲                        |
| 2017年11月1日  | THE IDOLM@STER CINDERELLA GIRLS LITTLE STARS! Blooming Days                                                  | 安部菜々（三宅麻理恵）、五十嵐響子（種﨑敦美）、緒方智絵里（大空直美）、道明寺歌鈴（新田ひより）、早坂美玲（朝井彩加） | 「Blooming Days」                                                                                             | テレビアニメ『アイドルマスター シンデレラガールズ劇場』エンディングテーマ  |
| 2017年11月1日  | THE IDOLM@STER CINDERELLA GIRLS LITTLE STARS! Blooming Days                                                  | 安部菜々（三宅麻理恵）、緒方智絵里（大空直美） | 「メッセージ -しんげきRemix-」                                                                                | テレビアニメ『アイドルマスター シンデレラガールズ劇場』関連曲              |
| 2018年3月3日   | アイドルマスター シンデレラガールズ劇場 すぷりんぐふぇすてぃばる 2018 会場オリジナルCD                       | 緒方智絵里（大空直美） | 「We're the friends!」 「メッセージ」                                                                         | ゲーム『アイドルマスター シンデレラガールズ』関連曲                        |
| 2018年3月7日   | 永遠にシンデレラメイト                                                                                       | ツブ★ドル | 「永遠にシンデレラメイト」                                                                                    | OVA『ツブ★ドル』関連曲                                                     |
| 2018年4月18日  | ウマ娘 プリティーダービー STARTING GATE 10                                                                   | タマモクロス（大空直美）、サクラバクシンオー（三澤紗千香）、ビコーペガサス（田中あいみ） | 「うまぴょい伝説」 「ユメゾラ」                                                                               | ゲーム『ウマ娘 プリティーダービー』関連曲                                  |
| 2018年4月18日  | ウマ娘 プリティーダービー STARTING GATE 10                                                                   | タマモクロス（大空直美） | 「My Against Fight」                                                                                          | ゲーム『ウマ娘 プリティーダービー』関連曲                                  |
| 2018年7月25日  | Danger in my 通学路                                                                                          | 三谷裳ちお（大空直美）、野々村真奈菜（小見川千明）、細川雪（本渡楓） | 「Danger in my 通学路」                                                                                       | テレビアニメ『ちおちゃんの通学路』オープニングテーマ                       |
| 2018年7月25日  | Danger in my 通学路                                                                                          | 三谷裳ちお（大空直美） | 「青春とは？」                                                                                                | テレビアニメ『ちおちゃんの通学路』関連曲                                   |
| 2018年7月25日  | ナナイロード                                                                                                 | 三谷裳ちお（大空直美）、野々村真奈菜（小見川千明） | 「ナナイロード」                                                                                              | テレビアニメ『ちおちゃんの通学路』エンディングテーマ                       |
| 2018年7月25日  | ナナイロード                                                                                                 | 三谷裳ちお（大空直美）、久志取まどか（大地葉） | 「That'sカバディ・ストラグル!!」                                                                              | テレビアニメ『ちおちゃんの通学路』関連曲                                   |
| 2018年7月25日  | ウマ娘 プリティーダービー ANIMATION DERBY 03 Special Record!/Find My Only Way                                | スペシャルウィーク（和氣あず未）、サイレンススズカ（高野麻里佳）、トウカイテイオー（Machico）、ウオッカ（大橋彩香）、ダイワスカーレット（木村千咲）、ゴールドシップ（上田瞳）、メジロマックイーン（大西沙織）、エルコンドルパサー（高橋未奈美）、グラスワンダー（前田玲奈）、セイウンスカイ（鬼頭明里）、キングヘイロー（佐伯伊織）、ハルウララ（首藤志奈）、シンボリルドルフ（田所あずさ）、タイキシャトル（大坪由佳）、エアグルーヴ（青木瑠璃子）、ヒシアマゾン（巽悠衣子）、フジキセキ（松井恵理子）、マルゼンスキー（Lynn）、テイエムオペラオー（徳井青空）、ビワハヤヒデ（近藤唯）、ナリタブライアン（相坂優歌）、オグリキャップ（高柳知葉）、スーパークリーク（優木かな）、タマモクロス（大空直美）、イナリワン（井上遥乃）、ウイニングチケット（渡部優衣）、メジロライアン（土師亜文）、メジロドーベル（久保田ひかり）、ナイスネイチャ（前田佳織里）、エイシンフラッシュ（藤野彩水）、マチカネフクキタル（新田ひより）、メイショウドトウ（和多田美咲） | 「うまぴょい伝説」                                                                                            | テレビアニメ『ウマ娘 プリティーダービー』エンディングテーマ                |
| 2018年10月13日 | 走れウマ娘/ぱかチューブっ！ですが、何か？                                                                    | スペシャルウィーク（和氣あず未）、サイレンススズカ（高野麻里佳）、トウカイテイオー（Machico）、ゴールドシップ（上田瞳）、タマモクロス（大空直美）、ウイニングチケット（渡部優衣）、駿川たづな（藤井ゆきよ）、実況の赤坂さん（明坂聡美） | 「走れウマ娘」                                                                                                | ゲーム『ウマ娘 プリティーダービー』関連曲                                  |
| 2018年11月9日  | THE IDOLM@STER CINDERELLA GIRLS 6thLIVE MERRY-GO-ROUNDOME!!! MASTER SEASONS SUMMER! SOLO REMIX               | 緒方智絵里（大空直美） | 「銀のイルカと熱い風」                                                                                        | ゲーム『アイドルマスター シンデレラガールズ』関連曲                        |
| 2018年11月21日 | Runner's 爽快！/輝けスクールライフ                                                                           | 橘直美（大空直美） | 「Runner's 爽快！」                                                                                           | ゲーム『オルタナティブガールズ』関連曲                                     |
| 2019年1月30日  | 気ままな天使たち/ハッピー・ハッピー・フレンズ                                                                | わたてん☆5 | 「気ままな天使たち」                                                                                          | テレビアニメ『私に天使が舞い降りた！』オープニングテーマ                   |
| 2019年1月30日  | 気ままな天使たち/ハッピー・ハッピー・フレンズ                                                                | わたてん☆5 | 「ハッピー・ハッピー・フレンズ」                                                                              | テレビアニメ『私に天使が舞い降りた！』エンディングテーマ                   |
| 2019年2月27日  | ONGEKI Sound Collection 01 『Jump!! Jump!! Jump!!』                                                          | 星咲あかり（赤尾ひかる）、藤沢柚子（久保田梨沙）、三角葵（春野杏）、高瀬梨緒（久保ユリカ）、逢坂茜（大空直美） | 「Jump!! Jump!! Jump!!」                                                                                      | ゲーム『オンゲキ』関連曲                                                   |
| 2019年2月27日  | 私に天使が舞い降りた！ キャラクターソングアルバム〜天使のうたごえ〜                                          | 小之森夏音（大空直美） | 「とっておきのことば」                                                                                        | テレビアニメ『私に天使が舞い降りた！』関連曲                               |
| 2019年3月20日  | THE IDOLM@STER CINDERELLA GIRLS STARLIGHT MASTER 27 Vast world                                               | 緒方智絵里（大空直美）、白坂小梅（桜咲千依）、堀裕子（鈴木絵理）、双葉杏（五十嵐裕美）、諸星きらり（松嵜麗） | 「Vast world（M@STER VERSION）」                                                                              | ゲーム『アイドルマスター シンデレラガールズ スターライトステージ』関連曲   |
| 2019年3月27日  | 私に天使が舞い降りた！ BD・DVD第1巻特典CD                                                                    | わたてん☆5 | 「晴れルヤ！」                                                                                                | テレビアニメ『私に天使が舞い降りた！』関連曲                               |
| 2019年4月3日   | 私に天使が舞い降りた！ サウンドコレクション                                                                  | 星野ひなた（長江里加）、姫坂乃愛（鬼頭明里）、種村小依（大和田仁美）、小之森夏音（大空直美） | 「天使の眼差し Prologue」                                                                                     | テレビアニメ『私に天使が舞い降りた！』挿入歌                               |
| 2019年4月3日   | 私に天使が舞い降りた！ サウンドコレクション                                                                  | 白咲花（指出毬亜）、種村小依（大和田仁美）、小之森夏音（大空直美） | 「私を呼ぶ声」 「決意」                                                                                       | テレビアニメ『私に天使が舞い降りた！』挿入歌                               |
| 2019年4月3日   | 私に天使が舞い降りた！ サウンドコレクション                                                                  | 種村小依（大和田仁美）、小之森夏音（大空直美） | 「ようこそ天使の国へ」                                                                                        | テレビアニメ『私に天使が舞い降りた！』挿入歌                               |
| 2019年4月3日   | 私に天使が舞い降りた！ サウンドコレクション                                                                  | 白咲花（指出毬亜）、星野ひなた（長江里加）、姫坂乃愛（鬼頭明里）、種村小依（大和田仁美）、小之森夏音（大空直美） | 「天使の眼差し Epilogue」                                                                                     | テレビアニメ『私に天使が舞い降りた！』挿入歌                               |
| 2019年4月24日  | 私に天使が舞い降りた！ BD・DVD第2巻特典CD                                                                    | わたてん☆5 | 「GO!GO!GO!」                                                                                                 | テレビアニメ『私に天使が舞い降りた！』関連曲                               |
| 2019年7月17日  | THE IDOLM@STER CINDERELLA GIRLS STARLIGHT MASTER 30 ガールズ・イン・ザ・フロンティア                         | 結城晴（小市眞琴）、赤城みりあ（黒沢ともよ）、脇山珠美（嘉山未紗）、緒方智絵里（大空直美）、城ヶ崎美嘉（佳村はるか） | 「青空エール（M@STER VERSION）」                                                                              | ゲーム『アイドルマスター シンデレラガールズ スターライトステージ』関連曲   |
| 2019年8月21日  | ONGEKI Vocal Collection 05                                                                                   | R.B.P. | 「Y.Y.Y.計画!!!!」                                                                                            | ゲーム『オンゲキ』関連曲                                                   |
| 2019年8月21日  | ONGEKI Vocal Collection 05                                                                                   | 逢坂茜（大空直美） | 「Rule the World!!」 「Y.Y.Y.計画!!!!」                                                                       | ゲーム『オンゲキ』関連曲                                                   |
| 2019年10月23日 | BULLET MERMAID                                                                                               | パン・ツウィ（大久保瑠美）、パン・ティナ（大空直美） | 「PAr☆nTY→NIGHT」                                                                                             | テレビアニメ『神田川JET GIRLS』関連曲                                      |
| 2019年10月23日 | ONGEKI Sound Collection 02『最強 the サマータイム!!!!!』                                                     | 逢坂茜（大空直美） | 「オンゲキ全域★アカネサマ？」                                                                                 | ゲーム『オンゲキ』関連曲                                                   |
| 2019年10月30日 | プリンセスコネクト！Re:Dive PRICONNE CHARACTER SONG 10                                                       | モニカ（辻あゆみ）、ユキ（大空直美）、ニノン（佐藤聡美）、クウカ（長妻樹里）、アユミ（大関英里） | 「白翼のグローリエ」                                                                                          | ゲーム『プリンセスコネクト！Re:Dive』挿入歌                                |
| 2019年12月28日 | バーベナを抱きしめて                                                                                         | バーベナ | 「バーベナを抱きしめて」 「星空のレゾリューション」                                                           | ゲーム『アリス・ギア・アイギス』関連曲                                     |
| 2020年1月24日  | 神田川JET GIRLS Vol.1 BD/DVD 初回生産特典 特典CD                                                             | パン・ツウィ（大久保瑠美）、パン・ティナ（大空直美） | 「ばいほーにゅー☆わーるど」                                                                                   | テレビアニメ『神田川JET GIRLS』関連曲                                      |
| 2020年2月14日  | THE IDOLM@STER CINDERELLA GIRLS 7thLIVE TOUR Special 3chord♪ Glowing Rock! 会場オリジナルCD                  | 緒方智絵里（大空直美） | 「Vast World（M@STER VERSION）」                                                                              | ゲーム『アイドルマスター シンデレラガールズ スターライトステージ』関連曲   |
| 2020年2月26日  | ONGEKI Vocal Collection 07                                                                                   | FIREシューターズ | 「MAKING!ハイタッチ！」                                                                                       | ゲーム『オンゲキ』関連曲                                                   |
| 2020年2月26日  | ONGEKI Vocal Collection 07                                                                                   | 逢坂茜（大空直美） | 「MAKING!ハイタッチ！」                                                                                       | ゲーム『オンゲキ』関連曲                                                   |
| 2020年4月21日  | Nintendo DREAM 2020年6月号 特別付録 Nintendo Switch DOWNLOAD SOFT COMPILATION ALBUM                          | 霧雨魔理沙（大空直美） | 「バブルの呪文はシュー！ポッ！プッシュ！（ショートver）」                                                     | ゲーム『東方スペルバブル』関連曲                                           |
| 2020年9月2日   | なだめスかし Negotiation                                                                                     | 鹿乃と宇崎ちゃん（大空直美） | 「なだめスかし Negotiation（TVsize）」                                                                        | テレビアニメ『宇崎ちゃんは遊びたい！』オープニングテーマ                   |
| 2020年9月18日  | 私に天使が舞い降りた！ コミックス第8巻特装版特典CD                                                           | わたてん☆5 | 「無限大ハピネス COMICver.」                                                                                  | テレビアニメ『私に天使が舞い降りた！』関連曲                               |
| 2020年10月7日  | THE IDOLM@STER CINDERELLA GIRLS STARLIGHT MASTER GOLD RUSH! 02 太陽の絵の具箱                                | 緒方智絵里（大空直美）、依田芳乃（高田憂希）、遊佐こずえ（花谷麻妃）、佐城雪美（中澤ミナ） | 「太陽の絵の具箱（M@STER VERSION）」                                                                          | ゲーム『アイドルマスター シンデレラガールズ スターライトステージ』関連曲   |
| 2020年10月7日  | THE IDOLM@STER CINDERELLA GIRLS STARLIGHT MASTER GOLD RUSH! 02 太陽の絵の具箱                                | 緒方智絵里（大空直美） | 「太陽の絵の具箱（M@STER VERSION）」                                                                          | ゲーム『アイドルマスター シンデレラガールズ スターライトステージ』関連曲   |
| 2020年10月21日 | THE IDOLM@STER CINDERELLA GIRLS STARLIGHT MASTER GOLD RUSH! 03 Joker                                         | 緒方智絵里（大空直美） | 「My Soul,Your Beats!」                                                                                       | ゲーム『アイドルマスター シンデレラガールズ スターライトステージ』関連曲   |
| 2020年10月28日 | まえせつ！ テーマソングCD "オープニングアクト"                                                               | 北風ふぶき（大西亜玖璃）、凩まふゆ（大空直美）、新谷りん（五十嵐裕美）、朝生祇なゆた（中村桜） | 「ピッピッピハッピー」 「サイン」                                                                             | テレビアニメ『まえせつ！』オープニングテーマ                               |
| 2020年10月28日 | まえせつ！ テーマソングCD "オープニングアクト"                                                               | 北風ふぶき（大西亜玖璃）、凩まふゆ（大空直美）、新谷りん（五十嵐裕美）、朝生祇なゆた（中村桜） | 「いかがわしいバイキング」                                                                                    | テレビアニメ『まえせつ！』エンディングテーマ                               |
| 2020年11月25日 | デリシャス・スマイル！                                                                                       | わたてん☆5 | 「デリシャス・スマイル！」 「無限大ハピネス」 「スイーツスイーツパーティー！」 「スペシャルコーディネート！」 | テレビアニメ『私に天使が舞い降りた！』関連曲                               |
| 2020年11月25日 | デリシャス・スマイル！                                                                                       | 小之森夏音（大空直美） | 「いっしょにおててをつなごうね」                                                                              | テレビアニメ『私に天使が舞い降りた！』関連曲                               |
| 2020年12月23日 | まえせつ！第1巻 Blu-ray＆DVD 初回生産特典CD                                                                  | 北風ふぶき（大西亜玖璃）、凩まふゆ（大空直美） | 「小江戸っ子バイトルズ」                                                                                      | テレビアニメ『まえせつ！』関連曲                                           |
| 2021年1月22日  | 『ガールズ＆パンツァー 最終章』第3話 ムビチケカード特典カセットテープ                                        | 西絹代（瀬戸麻沙美）、福田はる（大空直美） | 「知波単のラバさん(西＆福田ver.)」                                                                            | 映画『ガールズ＆パンツァー 最終章』関連曲                                  |
| 2021年2月24日  | DESIGNED BY HEAVEN!                                                                                          | パライソ☆社員スターズ | 「DESIGNED BY HEAVEN!」                                                                                       | テレビアニメ『天地創造デザイン部』エンディングテーマ                       |
| 2021年2月24日  | DESIGNED BY HEAVEN!                                                                                          | パライソ☆社員スターズ | 「DESIGNED BY HEAVEN!＜Ad-Option Remix＞」                                                                    | テレビアニメ『天地創造デザイン部』関連曲                                   |
| 2021年3月4日   | ONGEKI Memorial Soundtrack Momiji                                                                            | 逢坂茜（大空直美）、藍原椿（橋本ちなみ） | 「いつか花咲くその前に」                                                                                      | ゲーム『オンゲキ』関連曲                                                   |
| 2021年4月28日  | ONGEKI Vocal Party 04                                                                                        | R.B.P. | 「Ruler Count, Zero」                                                                                         | ゲーム『オンゲキ』関連曲                                                   |
| 2021年4月28日  | ONGEKI Vocal Party 04                                                                                        | 逢坂茜（大空直美） | 「Ruler Count, Zero」                                                                                         | ゲーム『オンゲキ』関連曲                                                   |
| 2021年5月18日  | ラクガキ キングダム オリジナルサウンドトラック                                                               | 七海ナギ（藤井ゆきよ）、雪片カナデ（大空直美） | 「Sound Graffiti」                                                                                            | ラクガキキングダム関連曲                                                   |
| 2021年5月18日  | ラクガキ キングダム オリジナルサウンドトラック                                                               | 雪片カナデ（大空直美） | 「Excuse for my guitar」                                                                                      | ラクガキキングダム関連曲                                                   |
| 2021年9月16日  | METALLIC CHILD 特装版付属サウンドトラックCD                                                                  | ロナ（大空直美） | 「Mother」 | ゲーム『METALLIC CHILD』主題歌                                             |
| 2021年11月3日  | 宇崎ちゃんは遊びたい！ サウンドこれくしょん                                                                  | 宇崎花（大空直美）、桜井真⼀（赤羽根健治） | 「青春スイマー」                                                                                              | テレビアニメ『宇崎ちゃんは遊びたい！』関連曲                               |
| 2021年11月3日  | 宇崎ちゃんは遊びたい！ サウンドこれくしょん                                                                  | 宇崎花（大空直美） | 「なだめスかしNegotiation」 「ココロノック」                                                                  | テレビアニメ『宇崎ちゃんは遊びたい！』関連曲                               |
| 2021年11月24日 | プリンセスコネクト！Re:Dive PRICONNE CHARACTER SONG 24                                                       | ユキ（大空直美） | 「Narcistration♡」                                                                                            | ゲーム『プリンセスコネクト！Re:Dive』関連曲                                |
| 2022年1月12日  | THE IDOLM@STER CINDERELLA GIRLS STARLIGHT MASTER R/LOCK ON! 01 星環世界                                      | 砂塚あきら（富田美憂）、速水奏（飯田友子）、高垣楓（早見沙織）、緒方智絵里（大空直美）、 喜多日菜子（深川芹亜）、宮本フレデリカ（髙野麻美）、相葉夕美（木村珠莉）、中野有香（下地紫野）、片桐早苗（和氣あず未） | 「星環世界（M@STER VERSION）」                                                                                | ゲーム『アイドルマスター シンデレラガールズ スターライトステージ』関連曲   |
| 2022年1月12日  | THE IDOLM@STER CINDERELLA GIRLS STARLIGHT MASTER R/LOCK ON! 01 星環世界                                      | 緒方智絵里（大空直美） | 「星環世界（M@STER VERSION）」                                                                                | ゲーム『アイドルマスター シンデレラガールズ スターライトステージ』関連曲   |
| 2022年1月19日  | THE IDOLM@STER CINDERELLA GIRLS 10th ANNIVERSARY M@GICAL WONDERLAND TOUR!!! CosmoStar Land オリジナルCD      | 緒方智絵里（大空直美） | 「恋が咲く季節」                                                                                              | ゲーム『アイドルマスター シンデレラガールズ』関連曲                        |
| 2022年3月16日  | ウマ娘 プリティーダービー WINNING LIVE 04                                                                    | マルゼンスキー（Lynn）、メジロマックイーン（大西沙織）、ナリタブライアン（衣川里佳）、シンボリルドルフ（田所あずさ）、タマモクロス（大空直美）、マンハッタンカフェ（小倉唯）、エイシンフラッシュ（藤野彩水） | 「BLOW my GALE」                                                                                              | ゲーム『ウマ娘 プリティーダービー』関連曲                                  |
| 2022年3月16日  | ウマ娘 プリティーダービー WINNING LIVE 04                                                                    | マルゼンスキー（Lynn）、オグリキャップ（高柳知葉）、メジロマックイーン（大西沙織）、ナリタブライアン（衣川里佳）、シンボリルドルフ（田所あずさ）、タマモクロス（大空直美）、マンハッタンカフェ（小倉唯）、エイシンフラッシュ（藤野彩水）、スーパークリーク（優木かな）、ナイスネイチャ（前田佳織里）、マチカネタンホイザ（遠野ひかる）、イクノディクタス（田澤茉純）、ツインターボ（花井美春）、サトノダイヤモンド（立花日菜）、キタサンブラック（矢野妃菜喜）、サクラチヨノオー（野口瑠璃子）、メジロアルダン（会沢紗弥）、ヤエノムテキ（日原あゆみ） | 「うまぴょい伝説」                                                                                            | ゲーム『ウマ娘 プリティーダービー』関連曲                                  |
| 2022年4月27日  | ウマ娘 プリティーダービー WINNING LIVE 05                                                                    | スペシャルウィーク（和氣あず未）、サイレンススズカ（高野麻里佳）、トウカイテイオー（Machico）、オグリキャップ（高柳知葉）、ゴールドシップ（上田瞳）、メジロマックイーン（大西沙織）、テイエムオペラオー（徳井青空）、ナリタブライアン（衣川里佳）、シンボリルドルフ（田所あずさ）、タマモクロス（大空直美）、メジロライアン（土師亜文）、アドマイヤベガ（咲々木瞳）、サクラバクシンオー（三澤紗千香）、ミスターシービー（天海由梨奈）、メジロドーベル（久保田ひかり）、マチカネタンホイザ（遠野ひかる）、サトノダイヤモンド（立花日菜）、キタサンブラック（矢野妃菜喜）、サクラチヨノオー（野口瑠璃子）、メジロアルダン（会沢紗弥）、ヤエノムテキ（日原あゆみ）、ナリタトップロード（中村カンナ） | 「We are DREAMERS!!」                                                                                         | ゲーム『ウマ娘 プリティーダービー』関連曲                                  |
| 2022年4月27日  | ウマ娘 プリティーダービー WINNING LIVE 05                                                                    | スペシャルウィーク（和氣あず未）、サイレンススズカ（高野麻里佳）、トウカイテイオー（Machico）、オグリキャップ（高柳知葉）、ゴールドシップ（上田瞳）、メジロマックイーン（大西沙織）、テイエムオペラオー（徳井青空）、ナリタブライアン（衣川里佳）、シンボリルドルフ（田所あずさ）、アグネスデジタル（鈴木みのり）、タマモクロス（大空直美）、マヤノトップガン（星谷美緒）、メジロライアン（土師亜文）、アドマイヤベガ（咲々木瞳）、サクラバクシンオー（三澤紗千香）、スマートファルコン（大和田仁美）、ニシノフラワー（河井晴菜）、ハルウララ（首藤志奈）、マーベラスサンデー（三宅麻理恵）、ミスターシービー（天海由梨奈）、メジロドーベル（久保田ひかり）、ナイスネイチャ（前田佳織里）、マチカネタンホイザ（遠野ひかる）、ツインターボ（花井美春）、サトノダイヤモンド（立花日菜）、キタサンブラック（矢野妃菜喜）、サクラチヨノオー（野口瑠璃子）、メジロアルダン（会沢紗弥）、ヤエノムテキ（日原あゆみ）、ナリタトップロード（中村カンナ）               | 「うまぴょい伝説」                                                                                            | ゲーム『ウマ娘 プリティーダービー』関連曲                                  |
| 2022年4月27日  | ONGEKI Vocal Party 07                                                                                        | 三角葵（春野杏）、逢坂茜（大空直美）、日向千夏（岡咲美保） | 「ぽかぽか温泉音頭」                                                                                          | ゲーム『オンゲキ』関連曲                                                   |
| 2022年4月27日  | ONGEKI Vocal Party 07                                                                                        | 逢坂茜（大空直美） | 「ぽかぽか温泉音頭」                                                                                          | ゲーム『オンゲキ』関連曲                                                   |
| 2022年7月23日  | 東方スペルバブル ORIGINAL SOUNDTRACK                                                                         | 霧雨魔理沙（大空直美） | 「バブルの呪文はシュー！ポッ！プッシュ！」                                                                    | ゲーム『東方スペルバブル』関連曲                                           |
| 2022年8月8日   | ビタいちもんめ                                                                                               | 東桜モグモグ超（大空直美） | 「ビタいちもんめ」                                                                                            | テレビアニメ『ハナビちゃんは遅れがち』オープニングテーマ                   |
| 2022年8月24日  | ONGEKI Sound Collection 07『Memories of O.N.G.E.K.I.』                                                       | オンゲキシューターズ | 「HEADLINER」                                                                                                 | ゲーム『オンゲキ』関連曲                                                   |
| 2022年10月4日  | 『ウマ娘 プリティーダービー』 Solo Vocal Tracks Vol.5 －4th EVENT SPECIAL DREAMERS!! EXTRA STAGE－           | タマモクロス（大空直美） | 「We are DREAMERS!! (Game Size)」 「BLOW my GALE (Game Size)」                                                | ゲーム『ウマ娘 プリティーダービー』関連曲                                  |
| 2022年10月12日 | 私に天使が舞い降りた！ プレシャス・フレンズ サウンド・コレクション                                           | わたてん☆5 | 「プレシャス・フレンズ！」                                                                                    | 劇場アニメ『私に天使が舞い降りた! プレシャス・フレンズ』オープニングテーマ |
| 2022年10月12日 | 私に天使が舞い降りた！ プレシャス・フレンズ サウンド・コレクション                                           | わたてん☆5 | 「ずっと…ずっと…」                                                                                            | 劇場アニメ『私に天使が舞い降りた! プレシャス・フレンズ』エンディングテーマ |
| 2022年10月12日 | 私に天使が舞い降りた！ プレシャス・フレンズ サウンド・コレクション                                           | 種村小依（大和田仁美）、小之森夏音（大空直美） | 「かえりみち」                                                                                                | 劇場アニメ『私に天使が舞い降りた! プレシャス・フレンズ』関連曲             |
| 2022年11月30日 | ONGEKI Vocal Memory                                                                                          | 藤沢柚子（久保田梨沙）、井之原小星（もものはるな）、逢坂茜（大空直美） | 「Geki Geki!! 激闘 Break Out!!」                                                                              | ゲーム『オンゲキ』関連曲                                                   |
| 2022年11月30日 | ONGEKI Vocal Memory                                                                                          | 逢坂茜（大空直美） | 「HEADLINER」 「Geki Geki!! 激闘 Break Out!!」 「UTOPIA CRASH」                                               | ゲーム『オンゲキ』関連曲                                                   |
| 2022年12月28日 | ウマ娘 プリティーダービー WINNING LIVE 09                                                                    | トウカイテイオー（Machico）、オグリキャップ（高柳知葉）、ウオッカ（大橋彩香）、タイキシャトル（大坪由佳）、エルコンドルパサー（髙橋ミナミ）、テイエムオペラオー（徳井青空）、ナリタブライアン（衣川里佳）、エアグルーヴ（青木瑠璃子）、タマモクロス（大空直美）、ビワハヤヒデ（近藤唯）、マヤノトップガン（星谷美緒）、ミホノブルボン（長谷川育美）、イナリワン（井上遥乃）、キタサンブラック（矢野妃菜喜） | 「Ms. VICTORIA」                                                                                              | ゲーム『ウマ娘 プリティーダービー』関連曲                                  |
| 2022年12月28日 | ウマ娘 プリティーダービー WINNING LIVE 09                                                                    | トウカイテイオー（Machico）、オグリキャップ（高柳知葉）、ウオッカ（大橋彩香）、タイキシャトル（大坪由佳）、エルコンドルパサー（髙橋ミナミ）、テイエムオペラオー（徳井青空）、ナリタブライアン（衣川里佳）、エアグルーヴ（青木瑠璃子）、タマモクロス（大空直美）、ビワハヤヒデ（近藤唯）、マヤノトップガン（星谷美緒）、ミホノブルボン（長谷川育美）、イナリワン（井上遥乃）、スマートファルコン（大和田仁美）、キタサンブラック（矢野妃菜喜）、コパノリッキー（稲垣好）、ホッコータルマエ（菊池紗矢香）、ワンダーアキュート（須藤叶希） | 「うまぴょい伝説」                                                                                            | ゲーム『ウマ娘 プリティーダービー』関連曲                                  |
| 2023年4月5日   | THE IDOLM@STER CINDERELLA GIRLS STARLIGHT MASTER R/LOCK ON! 15 サマーサイダー                                | 片桐早苗（和氣あず未）、多田李衣菜（青木瑠璃子）、緒方智絵里（大空直美） | 「うまぴょい伝説」                                                                                            | ゲーム『アイドルマスター シンデレラガールズ スターライトステージ』関連曲   |
| 2023年5月24日  | ワナビスタ！/トゥ・オブ・アス                                                                                | 鳳ここな（石見舞菜香）、静香（長谷川育美）、カトリナ・グリーベル（天城サリー）、新妻八恵（長縄まりあ）、柳場ぱんだ（大空直美）、流石知冴（佐々木李子） | 「ワナビスタ！」                                                                                              | テレビアニメ『ワールドダイスター』オープニングテーマ                       |
| 2023年6月27日  | TVアニメ『ワールドダイスター』劇中歌アルバム                                                                 | 柳場ぱんだ（大空直美）、流石知冴（佐々木李子） | 「名もなき恋人よ」                                                                                            | テレビアニメ『ワールドダイスター』エンディングテーマ                       |
| 2023年9月13日  | THE IDOLM@STER CINDERELLA GIRLS STARLIGHT MASTER PLATINUM NUMBER 08 ミライコンパス                           | 望月聖（原涼子）、佐久間まゆ（牧野由依）、緒方智絵里（大空直美）、依田芳乃（高田憂希）、高森藍子（金子有希） | 「ミライコンパス（M@STER VERSION）」                                                                          | ゲーム『アイドルマスター シンデレラガールズ スターライトステージ』関連曲   |
| 2023年9月13日  | THE IDOLM@STER CINDERELLA GIRLS STARLIGHT MASTER PLATINUM NUMBER 08 ミライコンパス                           | 緒方智絵里（大空直美） | 「ミライコンパス（M@STER VERSION）」                                                                          | ゲーム『アイドルマスター シンデレラガールズ スターライトステージ』関連曲   |
| 2023年9月16日  | ウマ娘 プリティーダービー Solo Vocal Tracks Vol.7 5th EVENT ARENA TOUR GO BEYOND -GAZE-                      | タマモクロス（大空直美） | 「Ms. VICTORIA（Game Size）」 「DRAMATIC JOURNEY（Game Size）」                                               | ゲーム『ウマ娘 プリティーダービー』関連曲                                  |
| 2023年11月13日 | 夢のステラリウム                                                                                             | 鳳ここな（石見舞菜香）、静香（長谷川育美）、カトリナ・グリーベル（天城サリー）、新妻八恵（長縄まりあ）、柳場ぱんだ（大空直美）、流石知冴（佐々木李子）、千寿暦（鳥部万里子）、ラモーナ・ウォルフ（田中美海）、王雪（花井美春）、リリヤ・クルトベイ（安齋由香里）、与那国緋花里（下地紫野）、千寿いろは（岡咲美保）、白丸美兎（近藤玲奈）、阿岐留カミラ（若井友希）、猫足蕾（芹澤優）、本巣叶羽（赤尾ひかる）、連尺野初魅（葵井歌菜）、烏森大黒（Lynn）、舎人仁花子（斉藤朱夏）、萬容（山村響）、筆島しぐれ（吉岡麻耶） | 「夢のステラリウム」                                                                                          | ゲーム『ワールドダイスター 夢のステラリウム』関連曲                        |
| 2023年12月27日 | ゲームアプリ『ワールドダイスター 夢のステラリウム』 Vocal Album Vol.1「プラネタリウム・レヴュー」            | 柳場ぱんだ（大空直美）、与那国緋花里（下地紫野） | 「革命ダンス」                                                                                                | ゲーム『ワールドダイスター 夢のステラリウム』関連曲                        |
| 2024年3月6日   | ウマ娘 プリティーダービー WINNING LIVE 16                                                                    | スペシャルウィーク（和氣あず未）、オグリキャップ（高柳知葉）、ゴールドシップ（上田瞳）、ナリタブライアン（衣川里佳）、タマモクロス（大空直美）、マンハッタンカフェ（小倉唯）、アグネスタキオン（上坂すみれ）、サトノダイヤモンド（立花日菜）、キタサンブラック（矢野妃菜喜）、サクラローレル（真野美月）、ヴィルシーナ（奥野香耶）、ジャングルポケット（藤本侑里）、ドゥラメンテ（秋奈）、ラインクラフト（小島菜々恵）、シーザリオ（佐藤榛夏)、オルフェーヴル（日笠陽子）、ジェンティルドンナ（芹澤優）、ウインバリアシオン（月城日花） | 「U.M.A. NEW WORLD!!」                                                                                        | ゲーム『ウマ娘 プリティーダービー』関連曲                                  |
| 2024年3月6日   | ウマ娘 プリティーダービー WINNING LIVE 16                                                                    | スペシャルウィーク（和氣あず未）、オグリキャップ（高柳知葉）、ゴールドシップ（上田瞳）、ナリタブライアン（衣川里佳）、タマモクロス（大空直美）、マンハッタンカフェ（小倉唯）、アグネスタキオン（上坂すみれ）、サトノダイヤモンド（立花日菜）、キタサンブラック（矢野妃菜喜）、サクラローレル（真野美月）、サトノクラウン（鈴代紗弓）、シュヴァルグラン（夏吉ゆうこ）、ヴィルシーナ（奥野香耶）、ジャングルポケット（藤本侑里）、ドゥラメンテ（秋奈）、ラインクラフト（小島菜々恵）、シーザリオ（佐藤榛夏）、オルフェーヴル（日笠陽子）、ジェンティルドンナ（芹澤優）、ウインバリアシオン（月城日花） | 「うまぴょい伝説」                                                                                            | ゲーム『ウマ娘 プリティーダービー』関連曲                                  |
| 2024年6月26日  | ゲームアプリ『ワールドダイスター 夢のステラリウム』VocalAlbum Vol.4「シリウスの輝きのように」                | 鳳ここな（石見舞菜香）、静香（長谷川育美）、カトリナ・グリーベル（天城サリー）、新妻八恵（長縄まりあ）、柳場ぱんだ（大空直美）、流石知冴（佐々木李子） | 「シリウスの輝きのように」 「夢のステラリウム」                                                               | ゲーム『ワールドダイスター 夢のステラリウム』関連曲                        |
| 2024年6月26日  | ゲームアプリ『ワールドダイスター 夢のステラリウム』VocalAlbum Vol.4「シリウスの輝きのように」                | 柳場ぱんだ（大空直美） | 「Pandastic Stage!」                                                                                          | ゲーム『ワールドダイスター 夢のステラリウム』関連曲                        |
| 2024年7月26日  | ONGEKI 6th Anniversary CD「Individual on parade!」                                                           | 逢坂茜（大空直美）、高瀬梨緒（久保ユリカ）、柏木咲姫（石見舞菜香） | 「Tricky Treat!」                                                                                             | ゲーム『オンゲキ』関連曲                                                   |
| 2024年7月26日  | ONGEKI 6th Anniversary CD「Individual on parade!」                                                           | 逢坂茜（大空直美） | 「Tricky Treat!」                                                                                             | ゲーム『オンゲキ』関連曲                                                   |
| 2024年8月8日   | VIV-IT | アラ（上田瞳）、ウメ（羊宮妃那）、ミカ（大空直美） | 「VIV-IT」 | Webアニメ『HELLO OSAKA』関連曲                                             |
| 2024年9月28日  | 『ウマ娘 プリティーダービー』Solo Vocal Tracks Vol.11 Twincle Circle in AICHI                                | タマモクロス（大空直美） | 「トレセン音頭（Game Size）」                                                                                 | ゲーム『ウマ娘 プリティーダービー』関連曲                                  |
| 2024年12月14日 | THE IDOLM@STER M@STER EXPO【シンデレラガールズ】                                                             | 緒方智絵里（大空直美） | 「アタシポンコツアンドロイド」                                                                                | アニメ『THE IDOLM@STER CINDERELLA GIRLS』関連曲                            |
| 2024年12月25日 | Want | アラ（上田瞳）、ウメ（羊宮妃那）、ミカ（大空直美） | 「Want」 | Webアニメ『HELLO OSAKA』関連曲                                             |
| 2025年1月26日  | Worlds Dye Star                                                                                              | シリウス、銀河座、Eden、劇団電姫 | 「Worlds Dye Star」                                                                                           | ゲーム『ワールドダイスター 夢のステラリウム』関連曲                        |
| 2025年3月5日   | ゲームアプリ『ワールドダイスター 夢のステラリウム』VocalAlbum Vol.5「シリウスの輝きのように Act-2」          | 柳場ぱんだ（大空直美） | 「リアルタイム・リプライ！」                                                                                  | ゲーム『ワールドダイスター 夢のステラリウム』関連曲                        |
| 2025年3月5日   | ゲームアプリ『ワールドダイスター 夢のステラリウム』VocalAlbum Vol.5「シリウスの輝きのように Act-2」          | 柳場ぱんだ（大空直美）、流石知冴（佐々木李子） | 「いこうよ！ネバーランドへ」                                                                                  | ゲーム『ワールドダイスター 夢のステラリウム』関連曲                        |
| 2025年3月5日   | ゲームアプリ『ワールドダイスター 夢のステラリウム』VocalAlbum Vol.5「シリウスの輝きのように Act-2」          | 鳳ここな（石見舞菜香）、静香（長谷川育美）、カトリナ・グリーベル（天城サリー）、新妻八恵（長縄まりあ）、柳場ぱんだ（大空直美）、流石知冴（佐々木李子） | 「Worlds Dye Star」                                                                                           | ゲーム『ワールドダイスター 夢のステラリウム』関連曲                        |

### その他参加楽曲
| 発売日         | 商品名                                    | 歌                         | 楽曲                                                        | 備考                                                     |
| -------------- | ----------------------------------------- | -------------------------- | ----------------------------------------------------------- | -------------------------------------------------------- |
| 2013年10月26日 | やっぱすきやねん                          | 大空直美、中島唯、松田颯水 | 「やっぱすきやねん」                                        | ラジオ『めっちゃすきやねん』関連曲                       |
| 2014年12月30日 | めっちゃすきやねん ラジオCD               | 大空直美、中島唯、松田颯水 | 「めっちゃすきやねん」                                      | ラジオ『めっちゃすきやねん』関連曲                       |
| 2014年12月30日 | めっちゃすきやねん ラジオCD               | 大空直美                   | 「めっちゃすきやねん」                                      | ラジオ『めっちゃすきやねん』関連曲                       |
| 2016年7月17日  | めっちゃすきやねん NEW WORLD／好きな人    | 大空直美、中島唯、松田颯水 | 「NEW WORLD」 「好きな人」                                  | ラジオ『めっちゃすきやねん』関連曲                       |
| 2017年9月17日  | めっちゃすきやねん 〜そろそろ唯我独SONG丸 | 大空直美、中島唯、松田颯水 | 「RADIO SHIP」                                              | ラジオ『めっちゃすきやねん』関連曲                       |
| 2017年9月17日  | めっちゃすきやねん 〜そろそろ唯我独SONG丸 | 大空直美                   | 「そらそ☆らぶ」                                             | ラジオ『めっちゃすきやねん』関連曲                       |
| 2018年7月7日   | めっちゃすきやねん mecha go! go!          | 大空直美                   | 「そらそ☆らぶ〜2018〜」                                     | ラジオ『めっちゃすきやねん』関連曲                       |
| 2018年7月7日   | めっちゃすきやねん mecha go! go!          | 大空直美、中島唯、松田颯水 | 「ミラクルカラフルトレイン」 「Go forward into the future」 | ラジオ『めっちゃすきやねん』関連曲                       |
| 2020年1月      | Colorful Toy Chest                        | 金子有希、大空直美         | 「あなたの笑顔が好きだから」                                | クラウドファンディングプロジェクト『光る猫爪』リターン品 |